# Kje ste bili osem let?
»Kje ste bili osem let?«, »Kje ste bili zadnjih osem let?« ali »Zakaj ste bili tiho zadnjih osem let?« je retorično vprašanje, ki se v podporo Rusiji pogosto pojavlja v ruski propagandi v kontekstu ruske invazije na Ukrajino. Poudarja rusko verzijo vojne v Donbasu, v kateri je Rusija vojaško sodelovala in v kateri naj bi Ukrajina osem let obstreljevala rusko govoreče civiliste in celo izvajala genocid, ter da rusko-ukrajinska vojna traja že od leta 2014, ko je Rusija anektirala Krim. Fraza je bila opisana kot provojna propaganda.

## Različice fraze
- rusko Где вы были последние восемь лет?, latinizirano: Gde vy byli posljednije bosjem' ljet?, dob. 'Kje ste bili zadnjih osem let?'
- rusko Почему вы восемь лет молчали?, latinizirano: Počjemu vy vosjem' ljet molčali?, dob. 'Zakaj ste bili tiho osem let?'
- ukrajinsko Де ви були останні вісім років?, latinizirano: De vy buly ostanni visim rokiv?, dob. 'Kje ste bili zadnjih osem let?'

## Putinov govor »O izvajanju posebne vojaške operacije«
Ruski predsednik Vladimir Putin je v televizijskem nagovoru ob začetku ruske invazija 24. februarja 2022 večkrat omenil »osem let«, ki so minila od leta 2014 (ko je Rusija okupirala Krim in začela vojno v Donbasu).
Osem let, osem neskončnih let smo počeli vse mogoče, da bi umirili situacijo z miroljubnimi političnimi sredstvi. Vse je bilo zaman.  ... Namen te operacije je zaščititi ljudi, ki so bili sedaj že osem let podvrženi ponižanju in genocidu s strani Kijevskega režima.— Vladimir Putin, O izvedbi posebne vojaške operacije
Ruski nacionalisti so to frazo začeli uporabljati kot odziv na ključnik protivojnih protestnikov »#НетВойне« ("Ne vojni") in jih tako obtožili, da jim ni mar za rusko govoreče ljudi v Donbasu, ki jih naj bi »Kijevski režim« napadal. Na socialnih omrežjih so se pojavili mnogi videoposnetki, v katerih so vplivneži ponavljali fraze v povezavi z »osem let genocida v Donecku in Lugansku«. Veliko posnetkov se je širilo na TikToku, kjer so vplivneži tudi ponavljali Putinov poziv k invaziji Ukrajine. V posnetkih so se pojavljale zelo podobne fraze in izrazi kot je npr. »vsi krivijo Rusijo, a zamižijo, ko je Donbas obstreljevan osem let« in »Rusija hoče prinesti mir«. Pojavljale so se tudi trditve o »stotinah ubitih otrok« v Donbasu. Podobnost besedil je vzbudila sume, da gre za naročene propagandne posnetke s strani ruske vlade.
Kasneje so frazo začele promovirati tudi nekatere ruske medijske zvezde (npr. Nikolaj Baskov, Tina Kandelaki, Maša Malinovskaja in Dana Borisova), ki so v zelo podobnih objavah govorile o »osmih letih«.
Po besedah ruske socialne antropologinje Aleksandre Arhipove je ta fraza postala pogosta v ruski kulturi, ker je veliko lažje obtožiti sovražnika kot pa svoje ter tako zanikaš kakršnokoli krivdo. Gre tudi za »kajpakajevstvo«, ki je bilo pomemben člen že sovjetske propagande (kot npr. fraza »In vi linčate črnuhe«, s katero so se satirizirali odzivi Sovjetske zveze na obtožbe o njenih kršitvah človekovih pravic).

## Obtožbe o genocidu v Donbasu
Ena izmed glavnih tez fraze »Kje ste bili osem let?« so ruske obtožbe (in marionetnih republik DLR in LLR) o domnevnem genocidu in obstreljevanju rusko govorečih prebivalcev Donbasa. Med vojno v Donbasu (2014–2022) je bilo na obeh straneh skupaj ubitih nekaj več kot 3000 civilistov, vendar ni dokazov, da naj bi Ukrajina zagrešila genocid oz. namerno pobijala rusko govoreče ljudi ali etnične Ruse.
Pred rusko invazijo 2022 je bila intenzivnost spopadov majhna (večja je bila v letih 2014 in 2015). Po podatkih OZN je po letu 2015 letno umrlo le nekaj deset civilistov na obeh straneh, večina zaradi min in neeksplodiranih ubojnih sredstev. 88% civilistov je umrlo v letu 2014 in 2015, od tega jih je bilo 40–55 % žrtev neofenzivnih orožij. Po podatkih OSCE je 20–35 % civilnih žrtev ofenzivnih orožij bilo na ukrajinski strani. Tudi število ubitih vojakov se je po 2015 drastično zmanjšalo, npr. 2020 je bilo v spopadih skupaj ubitih 50 ukrajinskih vojakov.
Že v prvih tednih ruske invazije 2022 je število ubitih ukrajinskih civilistov močno preseglo skupno število ubitih na obeh straneh v prejšnjih osmih letih.